# Miguel Lino de Morais
Miguel Lino de Morais (? — ?) foi um político português.
No Brasil, foi presidente da província de Goiás, de 24 de outubro de 1827 a 14 de agosto de 1831.